# Zdeněk Měřínský
Zdeněk Měřínský (ur. 16 stycznia 1948 w Igławie, zm. 9 września 2016) – czeski archeolog i historyk. Zajmował się archeologią średniowieczną, mediewistyką, dziejami osadnictwa, topografią historyczną, badaniami archeologicznymi (terenowymi i teoretycznymi), wykorzystaniem nauk przyrodniczych, metodologii i informatyki, a także ochroną dziedzictwa kulturowego.

## Publikacje (wybór)
- Morava ve středověku (1999)
- České země od příchodu Slovanů po Velkou Moravu I. (2002)
- České země od příchodu Slovanů po Velkou Moravu II. (2006)
- Dějiny Rakouska (2006, współautor)
- Morava na úsvitě dějin (2011)
- Stěhování národů a východ Evropy (2013, współautor)